# Witold Kochański
Witold Kochański (ur. 19 maja 1911 w Gorlicach, zm. 12 maja 1992 w Warszawie) – polski literaturoznawca, pedagog, znawca kultury serbołużyckiej, filozof.
Do 1918 r. w Gorlicach. W latach 1919–1927 w Ostrowie Wlkp., uczeń tamtejszego Gimnazjum Męskiego. Maturę zdawał w roku 1928 w Gimnazjum św. Marii Magdaleny w Poznaniu. Studiował filozofię i filologię polską na Uniwersytecie Poznańskim, gdzie później był asystentem. W Poznaniu uczył także w Collegium Marianum.
Działał w konspiracji, organizował tajne komplety, był członkiem organizacji „Ojczyzna” i współpracownikiem tajnego Biura Oświatowego Ziem Zachodnich. Przejściowo więzień obozu Mauthausen-Gusen. Po II wojnie światowej, do 1947 roku, radca Biura Ziem Odzyskanych Ministerstwa Oświaty. Bronił na tym stanowisku autochtonicznej ludności słowiańskiej z terenu Ziem Zachodnich, co przyczyniło się do jego zwolnienia.
Publikował w „Kulturze i Życiu”, „Poradniku Językowym”, „Płomyku”, „Miesięczniku Literackim”, „Przeglądzie Zachodnim”, „Prasie Polskiej”. Autor komentarzy, dokonywał opracowań dzieł literatury, głównie polskiej. Współredagował Wielkopolską Szkołę Edukacji Narodowej. Studia i wspomnienia z dziejów Gimnazjum Męskiego (obecnie I Liceum Ogólnokształcącego) w Ostrowie Wielkopolskim, w 125-lecie jego założenia 1845–1970. Był ponadto współautorem prac z dziedziny poprawności językowej: Poradnika gramatycznego, Sekretów żywego słowa, O dobrej i złej polszczyźnie.
Publikował prace dotyczące słowiańskiej ludności autochtonicznej Ziem Zachodnich: Bratni szczep Łużyczan (Warszawa 1946), Dole i niedole Serbołużyczan (Warszawa 1963). Redagował Wybór poezji najwybitniejszego poety łużyckiego Jakuba Barta-Ćišinskiego (opracowanie to zostało zaliczone do najlepszych i przetłumaczone na język łużycki). Opracował także antologię Poezja Warmii i Mazur.